# تیرول، تیرول جنوبی
تیرول، تیرول جنوبی (به ایتالیایی: Tirolo) یک منطقهٔ مسکونی در ایتالیا است که در التو آدیجه واقع شده‌است.

## خصوصیات
تیرول ۲۵٫۶ کیلومترمربع مساحت و ۲٬۴۶۹ نفر جمعیت دارد و ۵۹۴ متر بالاتر از سطح دریا واقع شده‌است.